# Glypta elongata
Glypta elongata är en stekelart som beskrevs av Holmgren 1860. Glypta elongata ingår i släktet Glypta och familjen brokparasitsteklar. Arten är reproducerande i Sverige.

## Underarter
Arten delas in i följande underarter:
- G. e. helveticator
- G. e. asiatica
- G. e. montana